# Betrayal at Krondor
Betrayal at Krondor est un jeu vidéo de rôle sorti en 1993 sur PC (DOS). Le jeu a été développé par Dynamix et édité par Sierra On-Line.
Le jeu est basé sur le monde fantastique de Midkemia créé par Raymond E. Feist pour la saga Les Chroniques de Krondor. L'intrigue a été rédigée par Neal Hallford et John Cutter ; le jeu est structuré comme un roman de neuf chapitres. Raymond E. Feist s'en inspirera pour écrire Krondor : La Trahison.
Le jeu a connu une suite :  Return to Krondor.

## Synopsis
L'aventure commence neuf ans après la guerre de la faille, au nord de LaMut : Owyn Beleforte s'est arrêté pour soigner le Seigneur Locklear, un soldat chargé d'escorter un prisonnier elfe. Curieux, Owyn interroge les voyageurs sur leur destination et les causes des blessures. Locklear reste évasif... Alors qu'Owyn s'apprête à repartir, l'elfe se lève en criant et se précipite pour tordre le cou à un assassin qui avait réussi à se faufiler près d'eux.
Locklear, alarmé par la fréquence des tentatives de meurtre, décide qu'Owyn les accompagnera à Krondor. Ce voyage sera ponctué d'embuscades. Finalement, James leur permettra d'entrer en ville par les égouts.
Gorath informe le prince Arutha des plans de Delekhan, le chef des Moredhels qui attaquent le royaume, sans pouvoir lui révéler où aura lieu la prochaine bataille. Le seul moyen de le découvrir est d'aller espionner les Faucons de la nuit, à Romney. Arrivés là-bas, James, Owyn, et Gorath, découvrent que les soldats du prince ont été massacrés.
Les tueurs ont laissé deux indices : une araignée d'argent et une longue-vue enchantée. Les héros remontent la piste jusqu'à démasquer le chef de Faucons de la nuit, le marchand Navon du Sandau. Ils découvrent les plans de Delekhan et se séparent : James file vers Northwarden, Gorath et Owyn foncent prévenir le prince Arutha.
Après de multiples péripéties (capture puis évasion de Gorath et d'Owyn, trahisons en série, meurtres...), les armées ennemis s'affrontent. Arutha l'emporte d'un cheveu. Mais la guerre ne fait que commencer et son ampleur va croître de façon dramatique...

## Système de jeu

### Interface
Le jeu fonctionne en mode VGA 256 couleurs, 320x200, avec peu d'animations, à l'exception des variations lumineuses (alternance jour et nuit, feu magique, éclairage des torches) ; les illustrations des personnages sont basées sur des photos. Un clic avec le bouton droit de la souris permet d'accéder à une aide contextuelle.
L'interface de jeu est représentée en 3D selon une vue à la première personne et les combats selon une vue à la troisième personne (cette représentation sert également à traverser les endroits piégés). La carte locale de la région et la carte générale de Krondor sont en 2D ; les territoires accessibles dépendent du chapitre en cours.
Les dialogues s'effectuent par choix de mots clés.

### Personnages
Le joueur dirige plusieurs personnages au cours de l'histoire :
- Seigneur Locklear (chapitres 1, 5, 7), un guerrier talentueux récemment envoyé pour enquêter sur les activités des Moredhels ;
- Owyn Beleforte (chapitres 1, 2, 3, 4, 6, 8, 9), un magicien de 19 ans fortuitement embarqué dans l'aventure ;
- Gorath (chapitres 1, 2, 3, 4, 6, 8, 9), un guerrier moredhel cherchant à éviter une guerre désastreuse pour son peuple ;
- Seigneur James (chapitres 2, 3, 5, 7), un ancien voleur, désormais aussi habile aux armes qu'un guerrier, comptant parmi les plus fidèles soutiens du prince Arutha ;
- Patrus (chapitres 5, 7), le magicien de la cour ;
- Pug conDoin (chapitres 8, 9), probablement le magicien le plus puissant de Midkemia.

Chaque personnage possède quatre caractéristiques (santé, rapidité au combat, force de frappe, endurance) et 11 compétences sur un total de 12 (les guerriers ne peuvent lancer de sortilèges, les magiciens ne peuvent tirer à l'arbalète). Ces compétences demeurent assez classiques : corps à corps, réparation d'armes et d'armures, lancement de sorts, marchandage, discrétion, évaluation, crochetage, etc. Seul l'usage des compétences permet de progresser ; le joueur ne fait que sélectionner les points sur lesquels il préfère se focaliser.

### Équipement
L'armement est limité : les guerriers utilisent des épées et des arbalètes (les projectiles sont variés), les magiciens se contentent de leur bâton. Les armes et les armures non-magiques sont définies par une qualité et un degré d'usure.  Le reste de la panoplie de l'aventurier va directement dans un sac à dos : potions, antipoison, repas, objets magiques, pierre à aiguiser, etc.

### Magie
Les sorts sont répartis en six groupes chacun reconnaissable par un symbole caractéristique ; quatre groupes servent spécifiquement au combat. Ces incantations puisent d'abord dans l'endurance, puis dans la santé du personnage ; la force de certains sortilèges peut être ajustée pour éviter un affaiblissement trop prononcé du lanceur.
Les parchemins trouvés au cours de l'aventure permettront d'apprendre de nouveaux sorts.

### Voyage
Le joueur dispose d'une grande liberté de mouvement : il peut explorer les lieux comme bon lui semble pour rechercher des coffres, des grottes, des tombes, etc. Un bouton de l'interface permet néanmoins aux joueurs pressés de suivre strictement la route durant les déplacements.
Des coffres moredhels sont dispersés sur tout le territoire. Ils ne peuvent être ouverts qu'en résolvant l'énigme inscrite sur une plaque métallique située sous le mécanisme d'ouverture, qui est impossible à forcer ou à crocheter : tout d'abord, quelqu'un dans l'équipe doit savoir traduire la devinette ; ensuite, le joueur inscrit sa réponse en déplaçant les lettres d'un cadenas, qui se déverrouille si le code saisi est correct.
Les temples dispensent des soins et des bénédictions. Ils proposent également un onéreux service de téléportation vers des temples déjà connus des membres de l'équipe.
Des magasins permettent aux personnages de compléter leur inventaire et de réparer leur équipement. Des auberges permettent de jouer, de se ravitailler, et de se reposer plus efficacement qu'en extérieur (camper en pleine nature permet de ne regagner que 80 % du maximum de santé et d'endurance).

### Combats
Les combats peuvent être gérés manuellement par le joueur ou automatiquement par l'ordinateur. Ils se déroulent round par round, et se terminent quand tous les membres d'un groupe ont succombé ou se sont enfuis. La rapidité des combattants détermine l'ordre des tours de chacun dans le round.
Au début d'un tour, le joueur choisit d'évaluer un adversaire, ou de lancer un sort, ou d'attaquer, ou de se défendre, ou de reprendre son souffle. Les frappes à l'épée peuvent s'effectuer d'estoc et de taille, ce qui modifie les probabilités de toucher et la quantité de dégâts infligés.
Le magicien ne peut lancer de sort que sans ennemi à côté de lui ; de plus, la cible doit parfois être dans sa ligne de visée.
Le joueur peut enfin ordonner une retraite générale de tout son groupe.

## Réception
Le jeu a été relativement bien accueilli par la critique et les joueurs. Il a reçu de nombreux prix et est resté en tête de la liste des meilleures ventes de jeux vidéo d'Entertainment Weekly pendant six mois.